# Dżibuti na Mistrzostwach Świata w Lekkoatletyce 2013
Dżibuti na Mistrzostwach Świata w Lekkoatletyce 2013 – reprezentacja Dżibuti podczas Mistrzostw Świata w Moskwie liczyła 1 zawodnika.

## Występy reprezentantów Dżibuti
| Konkurencja    | Zawodnik          | Runda 1  | Runda 1 | Półfinał | Półfinał | Finał    | Finał   |
| Konkurencja    | Zawodnik          | Rezultat | Pozycja | Rezultat | Pozycja  | Rezultat | Pozycja |
| -------------- | ----------------- | -------- | ------- | -------- | -------- | -------- | ------- |
| Bieg na 800 m  | Ayanleh Souleiman | 1:46,86  | 17. Q   | 1:44,99  | 8. Q     | 1:43,76  | brąz    |
| Bieg na 1500 m | Ayanleh Souleiman | 3:38,63  | 9. Q    | 3:37,96  | 11.      | NQ       | NQ      |